# Synclerostola pampeana
Synclerostola pampeana är en fjärilsart som beskrevs av Berg 1877. Synclerostola pampeana ingår i släktet Synclerostola och familjen nattflyn. Inga underarter finns listade i Catalogue of Life.